# Příbuzenstvo (film)
Příbuzenstvo (rusky Родня – Rodňa) je sovětský film režiséra Nikity Michalkova z roku 1981. Hlavní roli Marije v něm hraje Nonna Morďukovová, která přijíždí po dlouhé době do města na návštěvu za svou dcerou Ninou (Svetlana Krjučkovová), vnučkou Iriškou (Fjodor Stukov) a zetěm Stasikem (Jurij Bogatyrjov).

## Obsazení
| Herec                            | Role                                                         |
| -------------------------------- | ------------------------------------------------------------ |
| Nonna Viktorovna Morďukovová     | Marija Konovalova                                            |
| Svetlana Nikolajevna Krjučkovová | Nina, Marijina dcera                                         |
| Jurij Georgijevič Bogatyrjov     | Stasik, Ninyn manžel                                         |
| Fjodor Stukov                    | Iriška, dcera Niny a Stasika, Marijina vnučka                |
| Andrej Alexejevič Petrov         | Ljapin                                                       |
| Ivan Sergejevič Bortnik          | Vovčik, Vladimir Konovalov, bývalý manžel Marije a otec Niny |
| Oleg Jevgeňjevič Meňšikov        | Kirill, Vladimirův syn z druhého manželství                  |
| Vladimir Ivanovič Chotiněnko     | Varelik, Vladimirův soused                                   |
| Nikita Michalkov                 | číšník                                                       |
| Alexandr Adabašjan               | číšník                                                       |
| Pavel Lebešev                    | šéfkuchař                                                    |
| Vsevolod Larionov                | generálporučík                                               |
| Rimma Markova                    | recepční                                                     |
| Sergej Gazarov                   | host na Kirillově rozlučce                                   |
| Jurij Jevgeňjevič Gusev          | major, pobočník generála                                     |
| Ruslan Jusupdžanovič Achmetov    | taxikář                                                      |
| Jevgenij Vasiljevič Cymbal       |                                                              |
| Larisa Andrejevna Kuzněcova      | Stasikova společnice                                         |